# 孙烈臣
孙烈臣（1872年6月23日—1924年4月25日），原名九功，字占鳌，后改名烈臣，字赞尧。
祖籍直隷省永平府乐亭县孫家庄，生于盛京将军辖区錦州府（今黑山县）人，奉系高级将领。

## 生平

### 早期活動
孙烈臣生于一个貧苦家庭，早年当农民和马商人。1897年（光緒23年）参加清軍。1902年（光緒28年）成为中路巡防統領朱慶瀾的手下，因显示出用兵才能而受到朱的重用。1906年（光緒32年），他转入左路巡防統領張作霖的手下，此后从事讨伐匪賊的活动。1910年（宣統2年）入東三省講武堂騎兵科，翌年以最優秀的成績毕业。
中華民国成立後的1912年（民国元年）9月，孫烈臣任張作霖所率的陸軍第27師第54旅旅長。同年12月升陸軍少将。1915年（民国4年）8月，升陸軍中将。翌年4月，張作霖迫使督理東三省軍務段芝貴去职，張作霖就任奉天督軍，孫烈臣为此做出贡献。
此後，孫烈臣因被肃清軍紀，而同奉天省警務處長王永江发生对立。1917年（民国6年），抱持同样不满态度的湯玉麟和第28師師長馮德麟联合起兵反对張作霖，孫烈臣選擇配合奉天督軍張作霖，镇压馮、湯的兵变。孫烈臣也因此功績而升任第27師師長。翌年，孫烈臣任湘東支隊司令，率奉军远征湖南。9月，升任关内奉軍副司令。

### 張作霖的得力助手
1919年（民国8年）7月，经張作霖的推薦，孫烈臣被任命为黑龙江督軍。当時，1917年俄国革命的影响造成中俄国境极其不安定的情勢。孫烈臣谨防在边境活动的红軍和白軍侵入中国領土，还在黑龙江省内取缔鸦片种植。
1921年（民国10年）3月，孫烈臣改任吉林督軍兼東三省鐵路護路軍总司令。翌年4月，第一次直奉战争爆发，孫烈臣任奉軍副总司令，守备奉天。張作霖敗退回東三省后，孫烈臣和張作霖发出東三省自治的宣言，孫烈臣就任東三省保安副司令。張作霖为报复直系，着手进行軍事改革，创设東三省陸軍整理处。孫烈臣被任命为该整理處總監，同该处副總監姜登選、韩麟春、整理處参謀長張学良、副参謀長郭松龄共同取得显著的改革成果。
然而，由于孫烈臣投入吉林省政的时间和精力不足，吉林的匪賊逐渐抬头，混乱渐生。1923年（民国12年）11月，孫烈臣回到長春主持整顿省政，然而成效不彰。同年中，孫烈臣患重病，乃推荐張作相继任吉林督軍，自己在家养病。
1924年（民国13年）4月25日，孫烈臣在奉天病逝。享年53岁（满51岁）。